# Hirtodrosophila clypeata
Hirtodrosophila clypeata är en tvåvingeart som först beskrevs av Wheeler 1968.  Hirtodrosophila clypeata ingår i släktet Hirtodrosophila och familjen daggflugor.
Artens utbredningsområde är Panama. Inga underarter finns listade i Catalogue of Life.